# OEM
OEM（オーイーエム、英: original equipment manufacturer）は、他社ブランドの製品を製造すること、またはその企業である。日本語では「相手先（委託者）ブランド名製造」、「納入先（委託者）商標による受託製造」などと訳される。

## 名称について
英語の原義では、知的財産権（IP）を有する自社製品を製造する事業者（manufacturer）のことを意味するものである。英語圏においても他社ブランド製品の製造ないしは他社製品の自社ブランドでの販売を行う企業という意味でも使用される。
また、日本語では元来の「OEM」の意味合いに加えて「OEM契約」、「OEM生産」や「OEM販売」など「OEM○○」と様々な言葉や用語を派生している。
「original equipment manufacturing」の略であると解して「他社ブランドの製品を製造すること」とされることも多いが、「OEM」という単語そのものの意味合いと、後になって派生した「OEM○○」には意味合いの変化も見られる。

## 概要
OEMは家電や食品、自動車メーカーなど様々な業種で利用されている。販売ブランドが流通業の場合はプライベートブランド（PB）と呼ばれることが多い。
OEMを行う理由は市場の時期により大きく3つに分けられる。
1. 市場が立ち上がる時期。製造の技術やラインを持たない企業にとって、自社製造を開始するまでの期間、OEM供給を受けることで他社との市場投入時期の差を埋めることができる。
2. 市場が成長期を迎えた段階。自社の生産能力が追いつかない時に他社に委託する。
3. 市場が衰退する時期。自社生産から撤退し、低コストで市場への製品供給が可能となる（軽トラックなど）。

中小企業など営業力の弱い企業においてはOEM先の営業力を活用できるメリットもある。
一方、生産委託者は生産を外部に委託することにより利益率が低下するほか、技術流出のリスクがある。生産受託者にとっては、OEM生産だけでは市場に自社ブランドが浸透せず、生産量が委託者に左右されるというデメリットがある。
自動車産業の分野では、通常の用法とは異なりサプライヤ対する自動車メーカ（自社ブランドを含み）を意味することがある。これは、品質マネジメントシステムの国際規格であるIATF16949でそのように用語定義されているからである。自社ブランドを持たず他社からの委託生産に特化した企業としてマグナ・シュタイアがある。また英語圏において自動車部品について OEM と称されるものは、新車製造時の部品（original equipment）と同じ製造業者による部品という意味で日本語の純正部品にほぼ等しいものとなる。

## 歴史
1950年代にIBM社で造られた造語とされ、1960年代後半からDEC社の制御用ミニコンピュータの販売対象の業界の定義としてアメリカ合衆国でOEMという言葉が次第に使われ始めたと考えられる。
アメリカのコンピュータや電子部品業界から使われ始めたが例として汎用性のあるコンピュータをコンピュータ製造業者A（以下「業者A」）から購入した別のコンピュータ製造業者B（以下「業者B」）がそこで独自の技術的（ハードウェアやソフトウェアなど）価値を付け加え、独特の、または特定（汎用の反対の意味）の機能を持つ製品に造り上げ、業者Bは付加価値再販業者（VAR）としてその製品を市場に出した製造者を指した。この様に文字通り、「オリジナリティーや独創性のある製品化（装置化）を行う製造者（業者B）」として言葉OEMは使われた経緯がある。この時代の「OEM」は文字通り「製造者」を意味し、業者Aと業者Bの間に資本関係や委託製造、販売提携などの契約などはなく、あくまで両者の別個の企業行動であった。
OEMが造語として造られた1960年代頃には既にメインフレームや小型のコンピュータによる事務、会計や給与などいわゆる事務に関する処理は広く行われていた。一方、制御、計測、生産管理などいわゆる第二次産業の生産現場や研究現場では多くの機器や機械を用いて行われていたがこれらを統合的に結合したものではなかった。PDP-8に代表されるミニコンピュータの登場によってこれらを有機的に結びつけた装置やシステムを業者B自身が独自に学習し従来の技法や技術を生かした「original equipment」と言われる「独自性を持った装置・システム」を差別化戦略として行えるようになった。

## 形態の多様化と用法
歴史としてコンピュータ製造業者Aに限らず、各種の機器を製造する者が差別化戦略や販売戦略として「OEM」への転換を業者Bに促す方法が次第に広まっていった。一例として、ソニーでは1980年代前半に3.5インチフロッピーディスクドライブを搭載したワードプロセッサを発売した時、フロッピーディスクドライブそのものの普及や販売戦略として製造業者BへOEMとなるように働きかけており、この時「OEM供給」や「OEMビジネス」という表現が用いられている。元来造語である用語「OEM」は業者Bを表していたが、デ・ファクトの用語なので、製造者、委託製造者、販売者、消費者のそれぞれの立場から解釈や用法が変化した。
用語「OEM」は、1980年代後半ごろからコンピュータ製造業者C（以下「業者C」）に製造委託し販売業者D（以下「業者D」）が自社のブランドとする商品やその手法や両業者なども含めて「OEM化」、「OEMをする」、「OEM製品」、「OEM供給」、「OEM元」や「OEM先」などと多様化して用いられている。また、「OEM」のE（equipment）は、装置や比較的大きな機器や機械を表すが、equipment に当たらないと考えられる機器、製品や商品分野にまでわたって幅広く用法や用語として定着した。例えば、自動車業界などにおいて「OEM元」や「OEM先」が用いられるが、完成した自動車を装置や機器と呼べるかどうかは議論が分かれる。
なお、製造元の企業をOEM元、供給先の企業をOEM先と呼ぶことが多いが、逆に製造の委託元の企業をOEM元、委託先の企業をOEM先と呼ぶ場合もあり、注意が必要である。
一方、ODM（original design manufacturer）という用語があり、「相手先（委託者）ブランドでの製品設計・生産（者）」を表す。業者Cが設計から製造まで行い業者Dに提供することを主な業態とする場合、または業者Dが設計段階から全面的に業者Cに依存してその製品を購入・販売する場合に、業者CをODMと呼んでいる。例えば、台湾の多くの半導体ファウンダリや半導体受託製造会社は「OEM企業」というより「ODM企業」である。
近年では、相互供給やOEM元とOEM先の逆転などの他、他社から供給を受けたOEM製品を他社ブランドで販売するためにさらにOEM供給する「二段OEM」とでもいうべき製品も見られるようになっている。

## 他社ブランド
「他社ブランドの製品の製造」を表すこととなった製造委託において、以前は競争相手のブランドを製造するということで製品供給側からは敬遠されていた。しかし1980年代にVTR戦争が始まると、VHS陣営である日本ビクター（現：JVCケンウッド）や松下電器産業（現：パナソニック）といったメーカーはVHS陣営他社にVTRを供給するようになる。このVTRの黎明期はまさしく上記の1つ目の市場が立ち上がる時期にOEMが行われていた。
DVDレコーダーなどのデジタルAV機器の普及に伴い、日本国内の家電メーカーの多くは自社生産から韓国や中国などの日本国外のメーカーに製造を委託するOEMに移行していった。
他社ブランドとしてある製造者によって製造され、販売者のブランドで市場に出す製品は必ずしもその製品がOEM製品であり製造者が別の者であることは明らかにされていない。例えば過去にGEブランドのVTRは松下寿電子工業（現：PHC）で製造され、取扱説明書の箱詰めまで行われてGEへ出荷・輸出され販売された。